# Ана Кристи
„Ана Кристи“ (енгл. Anna Christie) позоришна је драма у четири чина америчког књижевника и нобеловца Јуџина О’Нила. Премијерно је приказана у бродвејском позоришту Вандербилт 2. новембра 1921. Насловна протагонисткиња је шведска имигранткиња у САД која свог оца и будућег мужа мора суочити са чињеницом да је у прошлости била проститутка. Историчари књижевности је сматрају за прелазну драму у О’Ниловом стваралаштву између натуралистичких драма с почетка каријере и експресионистичких комада који обележавају његово зрело стваралаштво. Представа је доживела велики успех и О’Нилу је донела другу по реду Пулицерову награду за најбољу драму. И поред великог успеха, О’Нил је сматрао драму неуспешном јер је био убеђен да су је публика и књижевна критика погрешно разумели видећи у њој комедију са срећним завршетком. У више наврата инсистирао је да се срећни распелт може тумачити само као „зарез”, кратки предах, пред новим невољама у животу, оличеним у симболу непредвидљиве морске пучине са којом се суочавају јунаци. Из овог разлога, када је Џозеф Вуд састављао избор репрезентативних О’Нилових драма, сам аутор је захтевао да се „Ана Кристи” не укључи у коначан избор.
Драма „Ана Кристи” је први пут постављена у Србији 19. октобра 1927. у Народном позоришту у Београду. Главну протагонисткињу је тумачила Надежда Ризнић. Драма је три пута адаптирана у филм; једном 1923. у истоимену нему верзију са Бланшом Свит у главној улози и два пута у звучни филм са Гретом Гарбом у насловној улози – прво на енглеском (1930). а потом и на немачком језику (1931). По мотивима драме створен је и бродвејски мјузикл „Нова девојка у граду” 1957. године, а главу улогу је играла Гвен Вердон.